# Xian de Luqu
Le xian de Luqu (tibétain : ཀླུ་ཆུ་རྫོང་།, Wylie : klu chu rdzong, 碌曲县 ; pinyin : Lùqū Xiàn) est un district administratif de la province du Gansu en Chine, et situé au sud-est de l'ancienne province tibétaine de l'Amdo. Il est placé sous la juridiction de la préfecture autonome tibétaine de Gannan.

## Démographie
La population du district était de 30 039 habitants en 1999.

## Évacuations et manifestations de Tibétains
D'après la radio de propagande américaine, Radio Free Asia, en mai 2013, les forces de sécurité de Luchu ont évacué un groupe de Tibétains de la terre qu'ils ont cru avoir achetés légalement et au moins 15 Tibétains qui manifestaient ont été arrêtés. Le 2 juin 2015, une manifestation a eu lieu au village d'Alak situé dans le comté de Luchu après l'arrivée d'équipement de terrassement sur une terre utilisée depuis un an par la communauté tibétaine locale pour des danses et des spectacles. Des forces de police ont alors envahi le site, dispersant la foule, et arrêtant et emmenant au moins dix Tibétains.